# آبريات
الآبريات أو ساينيبويديا (الاسم العلمي: Cynipoidea)، فصيلة عليا من حشرات متوسطة القد تنتمي إلى رتبة غشائيات الأجنحة. تضم حاليًا خمس فصائل حديثة وثلاث فصائل منقرضة.